# Abisara kalawna
Abisara kalawna är en fjärilsart som beskrevs av Evans 1925. Abisara kalawna ingår i släktet Abisara och familjen Riodinidae. Inga underarter finns listade i Catalogue of Life.